# ليجين
ليجين هي قرية في مقاطعة ورزقان، إيران. عدد سكان هذه القرية هو 277 في سنة 2006.